# Illusive Islands
Illusive Islands är öar i Kanada.   De ligger i territoriet Nunavut, i den östra delen av landet, 2 300 km nordväst om huvudstaden Ottawa.
Trakten runt Illusive Islands består i huvudsak av gräsmarker. Trakten runt Illusive Islands är nära nog obefolkad, med mindre än två invånare per kvadratkilometer.